# トンガリサカタザメ
トンガリサカタザメ Rhynchobatus australiae は、シノノメサカタザメ科トンガリサカタザメ属に分類されるエイ。

## 分布
2020年のモノノケトンガリサカタザメRhynchobatus mononokeの記載論文および2021年に発表された標本の調査では、敦賀産の標本で本種と同定されるものはあったものの、日本本土産の標本は主にモノノケトンガリサカタザメであることが判明している。そのため敦賀産の標本を除く国内での確実な記録は大隅半島東岸・奄美諸島・沖縄島・八重山列島・東シナ海に限られ、本種は日本では主に南西諸島に分布していることが示唆されている（敦賀産の標本となった個体は暖流にのって北上したと考えられている）。

## 形態
吻は細く、後部でわずかにくびれる。背鰭の先端はとがる。吻の腹面には暗色斑がない。肩に眼よりもやや小型の黒色斑が1個あり、その周囲に複数の白色の斑点が入る。肩の黒色斑の斜め前方に、3個の白色の斑点が等間隔に入る。胸鰭や腹鰭の外縁・尾に、白い斑点が入る。

## 分類
以前はR. djiddensisやR. laevisを指す和名が、トンガリサカタザメとされることもあった。これらは分類の変更に伴い、R. djiddensisはインド洋西部、R. laevisはインド洋北部にのみ分布する種とする説が提唱されている。